# Lissarca exilis
Lissarca exilis är en musselart som beskrevs av Suter 1913. Lissarca exilis ingår i släktet Lissarca och familjen Philobryidae. Inga underarter finns listade i Catalogue of Life.